# Plateforme de la Mède
Pour les articles homonymes, voir Mède (homonymie).
La plateforme de la Mède ou anciennement raffinerie de Provence ou raffinerie de la Mède est située à la Mède, une commune rattachée à la commune de Châteauneuf-les-Martigues (Bouches-du-Rhône). Elle a été construite par la Compagnie française de raffinage puis mise en route en juin 1935.
La raffinerie étant fortement déficitaire, il a été décidé en avril 2015 d’arrêter les activités de raffinage dite « classique » à la fin 2016 et d'entamer des travaux de reconversion en une plateforme abritant notamment une bio-raffinerie et une petite centrale solaire de 8 MW. La capacité de production de biogazole dit « HVO » (huile végétale hydrotraitée) sera de 500 000 tonnes par an à partir de son démarrage prévu mi-2018. Elle sera ainsi la première raffinerie de biogazole française de taille mondiale[Quoi ?] et l'une des plus grandes en Europe. Ce projet était contesté car la production de biogazole devait être essentiellement assurée grâce à de l'huile de palme, conduisant à la déforestation en Indonésie et en Malaisie. Les ONGE obtiennent la fin de l'utilisation de l'huile de palme d'ici 2023.

## Reconversion au biogazole
La raffinerie a arrêté sa production en décembre 2016 puis des travaux de reconversion (toujours en cours) sont engagés par Total dans la production de biogazole dit « HVO » (huile végétale hydrotraitée) avec une capacité de 500 000 tonnes par an à partir de son démarrage prévu mi-2018. La bio-raffinerie est conçue pour pouvoir traiter tout type d’huiles, de 1re et 2e génération : entre 60 et 70% d’huiles végétales (certifiées selon les critères de l’Union européenne) et entre 30 et 40% d’huiles alimentaires usagées résiduelles. Total a retenu la technologie Vegan d'Axens, qui permet de produire des biocarburants par hydrotraitement d’huiles végétales et de graisses[réf. nécessaire].
Cette conversion permettrait de donner un futur au site qui était lourdement déficitaire avec notamment le maintien de 250 emplois, sur les 470 auparavant, sur le site.
Ce projet est contesté car la production de biogazole devrait être essentiellement assurée grâce à de l'huile de palme, car c'est la matière première la moins chère (20 à 30 % moins coûteuse que l'huile de colza). Selon certains producteurs français de biogazole, cela pourrait avoir un impact sur la filière biogazole française existante fondée sur le colza ; de plus, l'ONG « Les amis de La Terre » dénonce ce projet car la production d'huile de palme conduit à la déforestation en Indonésie et en Malaisie. La consommation prévue de 400 000 tonnes d'huile de palme, implique la destruction de plus de 1 500 km2 de forêts tropicales, l'équivalent de l'habitat de 1 500 orangs-outangs[réf. nécessaire].
En mai 2018, la préfecture des Bouches-du-Rhône a pris un arrêté d’autorisation pour les installations de la Mède lui permettant la fabrication de biocarburants. Total devra, conformément à l’arrêté, utiliser au moins 25 % d’huiles recyclées ou usagées. 
Les Jeunes agriculteurs et la Fédération nationale des syndicats d'exploitants agricoles (FNSEA) protestent en juin 2018 contre l'autorisation donnée à Total d'importer une grande part d'huile de palme en bloquant treize raffineries et dépôts de carburant à travers la France. Selon eux, le sol français fourni assez de colza et de tournesol pour alimenter une filière énergétique nationale. Les 300 000 tonnes d'huile de palme que Total va importer mettent péril les exploitations de 75 000 producteurs de colza, selon la FNSEA, alors que  ce débouché représente 70 % de leur revenu. En 2017, plus de la moitié de l'huile de palme importée par l'UE a servi à fabriquer du biogazole pour les voitures et les camions, selon l'ONG belge Transport et Environnement. Produire un litre de biogazole à partir d'huile de palme revient à rejeter trois fois plus de CO2 dans l'atmosphère qu'un litre de gazole, selon une étude commandée par la Commission européenne et publiée par Transport et Environnent. Par ailleurs, l'huile de palme apporte « une contribution significative à la perte de biodiversité » (tigres de Sumatra, orangs-outangs, etc), selon un rapport du Conseil général de l'environnement et du développement durable, publié en décembre 2016.
Le 5 juillet 2018, six associations de défense de l'environnement, dont France nature environnement, Greenpeace France, la Ligue pour la protection des oiseaux PACA et les Amis de la Terre, déposent un recours contre l’autorisation préfectorale de la raffinerie de Total à La Mède au tribunal administratif de Marseille.
L'Assemblée nationale française a voté le 19 décembre 2018, contre l'avis du gouvernement, un sous-amendement au projet de la loi de finances 2019 stipulant que les produits à base d'huile de palme ne sont pas considérés comme des biocarburants. De ce fait, l'huile de palme perd, à partir de 2020, l'avantage fiscal lié à l'incorporation de substances végétales dans un carburant fossile ; elle ne pourra plus échapper à la TGAP (taxe générale sur les activités polluantes) majorée qui s'applique en dessous d'un certain taux de mélange (7 % en moyenne pour l'ensemble des carburants). Le surcoût de cette disposition pour la raffinerie de La Mède pourrait s'élever à 100 millions d'euros par an.
Une première cargaison de 20 000 tonnes d'huile de palme brute en provenance d'Indonésie a été livré à la raffinerie en mars 2019.
Le 3 juillet 2019, Total démarre sa raffinerie de La Mède ; l'huile de palme représentera près de la moitié des volumes de matières premières. Mais du fait de l'amendement voté en décembre 2018 par l'Assemblée nationale, qui exclut l'huile de palme de la liste des biocarburants bénéficiant d'une fiscalité allégée à partir du 1er janvier 2020, « cette bioraffinerie ne serait pas viable, car elle souffrirait d'un déficit de compétitivité face aux importations de biogazole mais aussi de ses concurrentes européennes qui bénéficient d'un cadre fiscal avantagé », selon le P.-D. G. de Total, Patrick Pouyanné, qui espère convaincre le gouvernement de faire annuler cette disposition par le Parlement avant son entrée en vigueur.
Le 11 octobre 2019, le Conseil constitutionnel a débouté Total qui contestait la suppression de l'avantage fiscal dont bénéficient les biocarburants à base d'huile de palme ; cette suppression entre donc en vigueur au 1er janvier 2020. Patrick Pouyanné a annoncé devant les députés qui l'auditionnaient en septembre que la production de biogazole à base d'huile de palme sera poursuivie mais qu'elle sera donc exportée, et la France continuera d'importer des biocarburants à base d'huile de palme comme elle le fait aujourd'hui au lieu de les produire localement.
Les services des Douanes publient le 19 décembre 2019 une note à destination des fédérations professionnelles explicitant l'article de la loi de Finances qui supprime l'avantage fiscal pour les carburants fabriqués à partir d'huile de palme, mais précisant que les biocarburants produits à partir de « PFAD » (Palm Fatty Acid Distillate - distillats d'acide gras de palme) ne seront pas exclus car considéré comme des « déchets ». Les associations de défense de l'environnement dénoncent cette « stratégie de contournement de l'administration ». La production mondiale de PFAD reste limitée, le raffinage de l'huile de palme ne produisant que 3,5 % à 5 % de ce sous-produit. L'association Canopée saisit le Conseil d’État qui rend sa décision le 21 février 2021 : les PFAD sont également exclus de la composition des biocarburants, comme tous les produits à base d’huile de palme.
Le 4 juillet 2021, le P.-D. G. de Total annonce que Total n’importera plus d’huile de palme d’ici 2023. 

## Autres activités
En dehors de la production de biogazole et de biocarburant pour l'aviation, le site abritera également :
- une plateforme de logistique de stockage d'une capacité d'1,3 million de m³
- une unité de régénération de résidus maritimes en partenariat avec Ecoslops
- un centre de formation (2 500 stagiaires par an) Oleum Sud, en partenariat avec IFP Training
- une centrale solaire de 8 MW[18] dotée de la technologie SunPower

## Grèves
Plusieurs grèves ont eu lieu sur le site de la Mède :
- Contre la loi travail en mai et juin 2016 (loi El Khomri)
- Contre le plan de restructuration de l'activité du raffinage en France et le plan social où 180 postes sont supprimés (avec des départs volontaires et des reclassements) en avril 2015.

## Pollution
- À la suite de pluies en novembre 2014, le contenu d'un bassin de rétention d'hydrocarbures a débordé dans l'étang de Berre. Il s'agit d'un bassin de rétention et de décantation d'eaux usées de la raffinerie Total La Mède à Châteauneuf-les-Martigues. Les eaux contenant des hydrocarbures se sont déversées dans le canal reliant Marseille au Rhône sur environ 4 hectares puis les premiers arrivages à la côte ont souillé la rive Sud de l'étang.
- Le 7 août 2005, un nuage d'une dizaine de tonnes d'hydrocarbures s'est échappé accidentellement de cette raffinerie. Du fait du vent, le nuage s'est ensuite rabattu plus au sud sur la commune de Sausset-les-Pins, située en bordure de Méditerranée, de l'autre côté de la chaîne de la chaîne de l'Estaque. Il semble que le fort vent ait en réalité permis d'éviter une véritable catastrophe, en éloignant le nuage d'hydrocarbures de la torche de la raffinerie. Finalement, plusieurs centaines d'habitations auront toutefois été endommagées.

## Accident
- Le 9 novembre 1992 : explosion à la raffinerie, 6 techniciens morts et 1 autre grièvement blessé, dommages matériels étendus.